# Santa Teresa, Paso del Macho
Santa Teresa är en ort i Mexiko.   Den ligger i kommunen Paso del Macho och delstaten Veracruz, i den sydöstra delen av landet, 250 km öster om huvudstaden Mexico City. Santa Teresa ligger 541 meter över havet och antalet invånare är 136.
Terrängen runt Santa Teresa är platt åt nordost, men åt sydväst är den kuperad. Terrängen runt Santa Teresa sluttar österut. Runt Santa Teresa är det ganska tätbefolkat, med 155 invånare per kvadratkilometer. Närmaste större samhälle är Córdoba, 19,7 km sydväst om Santa Teresa. Trakten runt Santa Teresa består till största delen av jordbruksmark.